# Antônio José da Silva
Antônio José da Silva (Rio de Janeiro, 8 de maig del 1705 – Lisboa, 18 d'octubre del 1739) fou un dramaturg brasiler conegut com a O Judeu («el jueu»).

## Biografia
Fou un dramaturg de religió jueva quan la Inquisició portuguesa encara perseguia els jueus a Portugal i a les seves colònies, i a través de la simbologia i les metàfores, va deixar constància en els seus textos, dels excessos del poder monàrquic i eclesiàstic. Avui se'l considera el dramaturg portuguès més conegut de la primera meitat del segle xviii. Les seves comèdies eren representades a l'època al Teatro do Bairro Alto.
Se'l considera un dramaturg portuguès malgrat haver nascut al Brasil, on va passar la primera infantesa. Tot i que començà exercint com a advocat, es va decantar pel vessant més creatiu. Va néixer en una família de metges, advocats i comerciants convertits al catolicisme dues generacions abans. Fou un escriptor prolífic que va criticar, mitjançant la sàtira, els costums de la societat portuguesa contemporània.
El seu pare, João Mendes da Silva, era poeta i un advocat ben vist, i va aconseguir mantenir amagada la seva condició de jueu. La seva mare, Lourença Coutinho, en canvi, fou acusada de jueva perquè l'havien vist fer la neteja de la casa els divendres i van pensar que ho feia per tal de descansar els dissabtes (el sàbat –dissabte– és el dia sagrat dels jueus). La mare fou deportada a Portugal, on va ser jutjada per la Inquisició, que va confiscar els seus béns i, per tant, els de la família. Quan la mare va ser deportada el pare va decidir traslladar-se a Portugal amb els seus fills, un dels quals, un Antônio de 8 anys. Després de tot el trasbals, quan la mare va ser alliberada, la vida familiar va tornar a una relativa normalitat.
O Judeu va estudiar Dret a la Universitat de Coïmbra, i s'hi interessà en la dramatúrgia. Durant la seva estada a la universitat fou acusat de jueu per les autoritats a causa d'una sàtira que va escriure. En 1726 als 21 anys, després de detenir-lo i torturar-lo el van deixar en llibertat.
Les seves obres es van representar diverses vegades a Portugal durant la dècada de 1730; i van ser recollides pòstumament, l'any 1744, per Francisco Luís Ameno dins dels dos volums del Teatro Cómico Português. Mantingué amistat amb un dels consellers del rei Joan V, Alexandro de Gusmão. Mentre estudiava a la universitat va entrar en contacte amb un cercle d'intel·lectuals entre els quals hi havia Francisco Xavier de Oliveira i el pare Álvares de Aguiar, que es reunien a casa del comte d'Ericeira.
En una d'aquestes reunions van fer mofa d'un llibre que criticava els jueus. Uns dies més tard pagarien per aquesta crítica, ja que el Sant Ofici va anar a casa de l'Antônio i el va detenir. Van demanar-li quina era la seva confessió i van dir-li que estava acusat de pràctiques jueves i que per tal d'absoldre'l havia de denunciar tothom qui conegués que fos jueu. Va denunciar una tia morta, però no va ser suficient. Fou interrogat i torturat diverses vegades, fins que va abjurar i va jurar que no tornaria a caure en heretgia. Aleshores fou alliberat mentre la seva mare continuava empresonada. Afectat, va començar a allunyar-se dels antics amics, dels familiars, i a freqüentar convents perquè ningú dubtés de la seva condició. Tres anys després la seva mare va ser alliberada (l'octubre de 1729) i ell va començar a recuperar-se. El mateix 1729 va escriure una obra per a ser representada en el casament del fill del rei Joan V. Amb aquest fet el seu nom penetrava en els cercles de la cort quan el teatre esdevenia un dels entreteniments més importants del moment.
Va començar a escriure obres per al públic en general i no només per als nobles de la cort. Durant aquests anys (cap al 1733) es casa amb la seva cosina Leonor Maria de Carvalho, que també havia patit les persecucions de la Inquisició. En 1733, el Teatro do Bairro Alto de Lisboa va representar la seva primera obra de titelles Vida do Grande Dom Quixote de La Mancha e do Gordo Sancho Pança, una de les propostes de continuació d'El Quixot.

## El procés de la Inquisició
Tot i que les seves obres superaven la censura (no sense problemes), la Inquisició intentava trobar-hi indicis judaïtzants. L'any 1737, quan més gaudia de la bona reputació com a dramaturg, una treballadora de la casa el va denunciar davant del Sant Ofici (també a la família). La causa van ser uns afers amorosos mal resolts. L'aniversari de la seva filla va coincidir amb el dia gran dels jueus (el Yom Kippur). Van irrompre a casa seva unes persones en nom de la Inquisició; es van endur l'Antônio, la seva mare, la seva dona i la treballadora de la casa sense que ella ho esperés. Una vegada empresonada, la dona cridava que volia desmentir-ho tot, però no en van fer cas. Uns dies després va aparèixer morta.
Ell, empresonat, dejunava i es debilitava; aleshores els botxins van creure que seguia el dejú jueu. Per tal d'espiar-lo van fer entrar a la seva cel·la dos criminals que afirmaven que els va convidar a seguir els preceptes jueus. La paraula dels dos empresonats va tenir més pes que la de gent com el rei, que intentà intercedir per ell sense èxit. El 1739, amb 34 anys, va ser condemnat a mort a Lisboa mitjançant un acte de fe. Primer el van garrotar i després el van llençar a les flames el 19 d'octubre.

## Homenatges
Bernardo Santareno, d'origen jueu, va escriure la novel·la El Judeu l'any 1969, inspirada en el dramaturg. L'any 1995 Jom Tob Azulay va filmar una pel·lícula amb el mateix nom on narrava la vida d'Antônio José da Silva.
O Judeu apareix als manuals d'història de la literatura tant portuguesos com brasilers. Se li atribueixen 8 obres que són comèdies musicades representades per titelles. En l'actualitat, algunes d'aquestes obres encara són representades.

## Obres[3]
- Vida do Grande Dom Quixote de La Mancha e do Gordo Sancho Pança (1733)
- Esopaida, ou Vida de Esopo (1734)
- Os Encantos de Medeia (1735)
- Anfitrião, ou Júpiter e Alcmena (1736)
- Labirinto de Creta (1736)
- As Variedades de Proteu (1737)
- Guerras do Alecrim e da Manjerona (1737)
- Precipício de Faetonte (1738)